# Giacomo da Lentini
Giacomo da Lentini (ca. 1210 - ca. 1260) va ser un poeta d'Itàlia, de l'escola siciliana. Se sap molt poc de la seva vida. S'infereix d'alguna de les cançons que el seu ofici és el de notari a la cort de Frederic II del Sacre Imperi Romanogermànic a Sicília. En aquest sentit, un document de Messina de l'any 1240 conté la següent signatura: 
Jacobus de Lentino domini imperatoris notarius
També Dante Alighieri es refereix a ell a La Divina Comèdia (Cant XXIV Purgatori, 56), com Il Notaro, i el considera un dels més importants representants de la poesia siciliana.
La composició més famosa és No m'aggio posto in core. Se li atribueixen setze cançons i vint-i-dos sonets, que obeeixen, quant a mètrica, temàtica i estil, als cànons de la lírica occitana, uns dels principals creadors del sonet.